# Askiya
En Ouzbékistan, l'askiya désigne un art de la conversation humoristique. Il en existe environ trente types, certains pratiqués par des professionnels, d'autres par des amateurs. En 2014, à la suite d'une décision de l'Unesco, l'askiya intègre la liste représentative du patrimoine culturel immatériel de l'humanité.

## Description et histoire
Cet art oratoire a pour fondement la plaisanterie sur un thème donné. Le terme askiya est issu de l'arabe azkiya qui peut se traduire par ingénieux ou par spirituel. Cette pratique se développe dans la vallée de Ferghana et la région de Tachkent. L'askiya date au moins des quinzième à dix-septième siècle. Au seizième siècle, le poète Vosifyi écrit que ces conversations sont développées à Herat, il nomme Mavlono Abdulvose Munshi comme pratiquant de l'askiya. Mir Alicher Navoï, Babur et Khondemir traitent aussi de l'askiya. La seconde moitié du vingtième siècle représente l'occasion d'exécuter cet art sur scène. Pendant l'époque contemporaine, l'askiya est préservée par des collectifs. Plusieurs initiatives de sauvegarde sont menées : la tenue de soirées d'Askiya, la publication de livres, la production de films, la préparation de programmes télévisés et l'organisation de compétitions et de festivals d'Askiya.   
Les interprètes, qui sont au moins deux, se nomment askiyachi ou askiyaboz. Dans la conversation de l'askiya, ils montrent leur esprit, leur richesse de langage ainsi que leur recherche d'esthétique. Ils ne cherchent pas à offenser leur rival. Une maîtrise de la langue ouzbèque est requise, ainsi que plusieurs qualités de raisonnement et d'éloquence. Ces discussions humoristiques portent sur un thème, ou payrov. Les participants sont majoritairement masculins. L'askiya est pratiquée à l'occasion de fêtes ou de rituels. On en compte plus de trente formes, professionnelles ou amatrices, chacune ayant ses particularités. La transmission s'effectue de maître à apprenti. 

## Intégration du patrimoine culturel immatériel
En 2014, à la suite d'une décision de l'Unesco, l'askiya intègre la liste représentative du patrimoine culturel immatériel de l'humanité. La description de cette organisation met en avant l'aspect didactique et de développement culturel et social de cette pratique, son caractère fédérateur, ainsi que la sensibilisation aux questions importantes. 